# ジュシレイ・ダ・シウヴァ
ジュシレイ・ダ・シウヴァ（Jucilei da Silva、1988年4月6日 - ）は、ブラジル・リオデジャネイロ州サンゴンサロ出身の元サッカー選手。元ブラジル代表。現役時代のポジションはディフェンダー。

## 経歴

### クラブ
2007年にJ・マルセーリでキャリアをスタートさせた。2009年、コリンチャンスに移籍した。同年5月19日、インテルナシオナル戦でデビュー。以後はレギュラーとして活躍した。2011年2月27日、ロシア･プレミアリーグに所属するアンジ・マハチカラへ1000万ユーロで移籍した。契約期間は4年。だがクラブの財政問題もあって2013年限りで退団した。
2014年はUAEのアル・ジャジーラでプレーしていた。年俸は600万レアル（およそ2億3000万円）であったと報道された。
2015年6月28日、中国サッカー・スーパーリーグの山東魯能へ移籍した。

### 代表
2010年8月10日、アメリカ代表との親善試合でブラジルA代表デビューを飾った。

## タイトル

### クラブ
SCコリンチャンス・パウリスタ
- カンピオナート・パウリスタ：1回 (2009)
- コパ・ド・ブラジル：1回 (2009)